# يوهان زوفاني

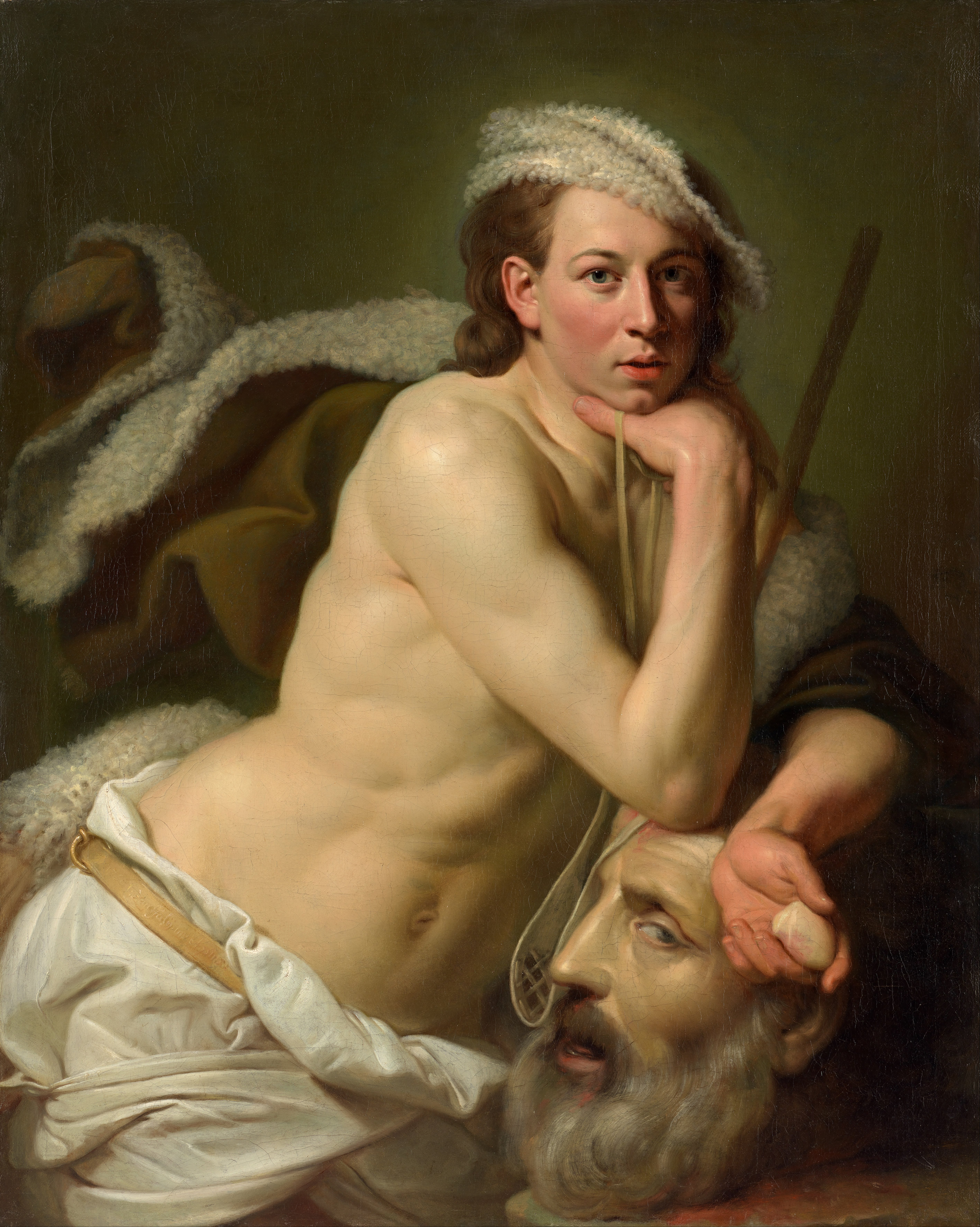
يوهان زوفاني عام 1756

يوهان زوفاني (بالألمانية: Johann Zoffany) (13 مارس 1733 - 11 نوفمبر 1810) كان رساما كلاسيكي ألماني وكان نشط بشكل رئيسي في انكلترا وظهرت أعماله في العديد من المعارض البارزة الوطنية البريطانية مثل المتحف الوطني في لندن.

## من أعماله

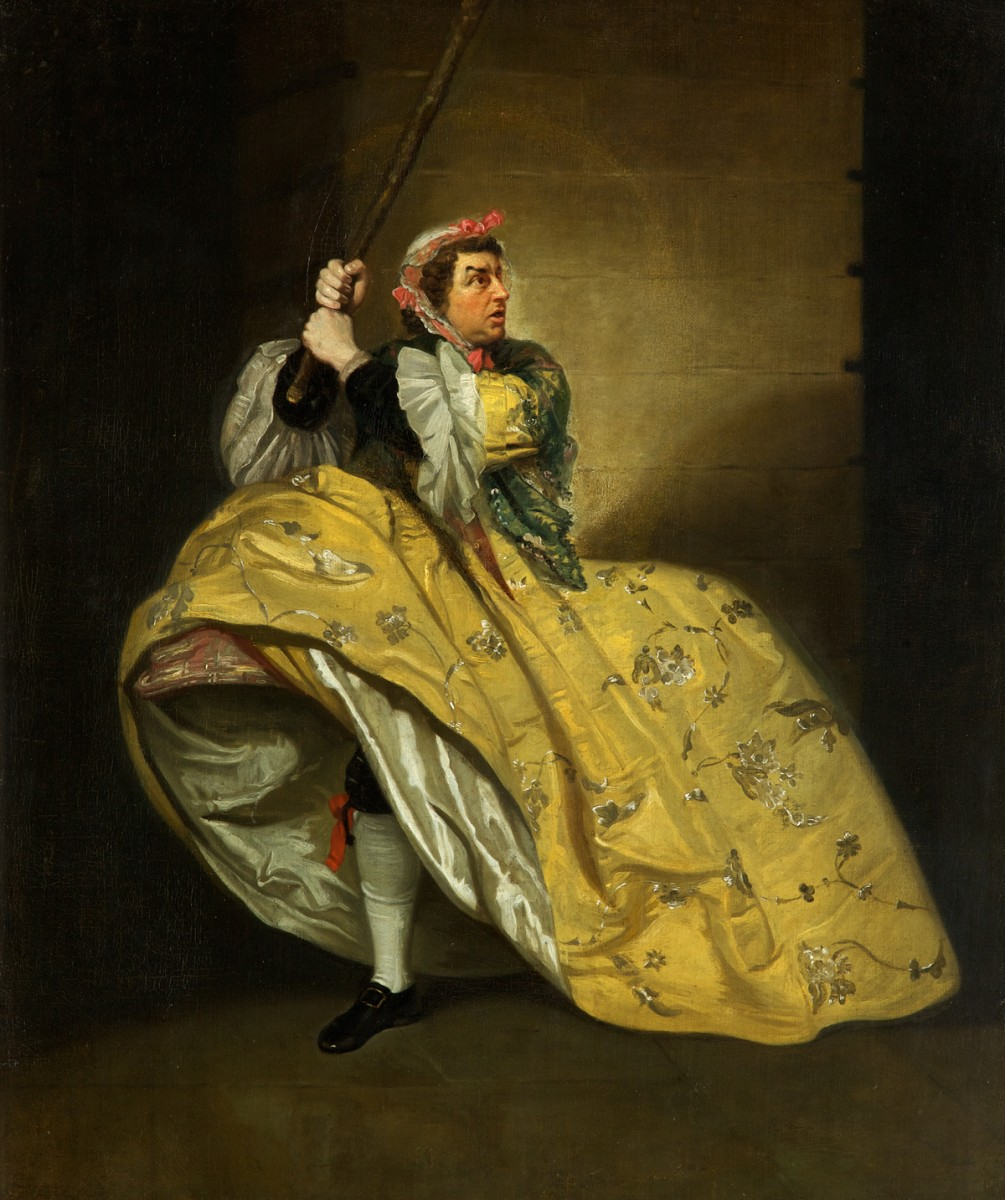
"دايفيد جاريك in Vanbrugh's Provoked Wife, مسرح دروري لين" by Johann Zoffany, 1763.

صور
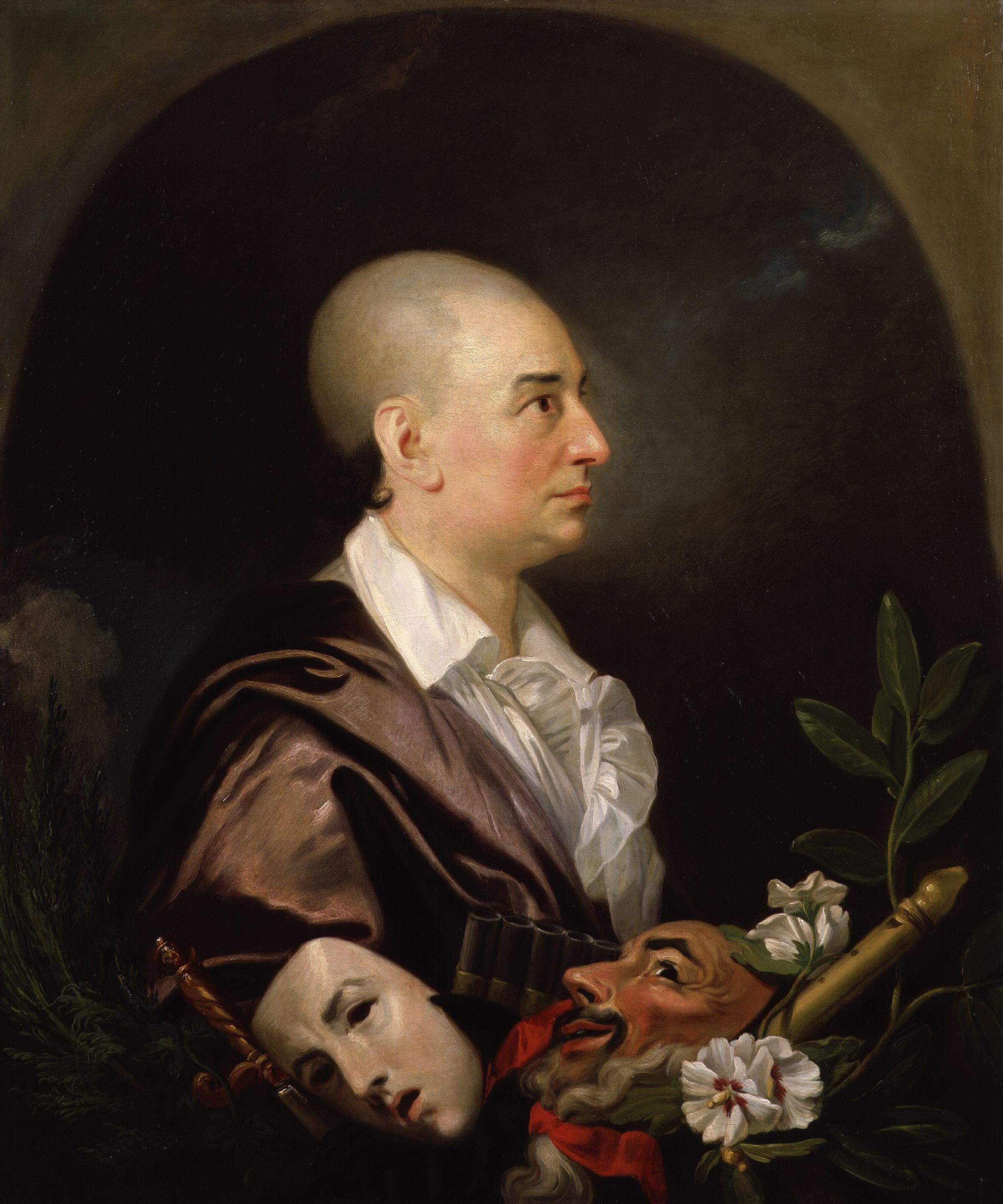
ديفيد جاريك من قبل يوهان زوفاني، (1763)
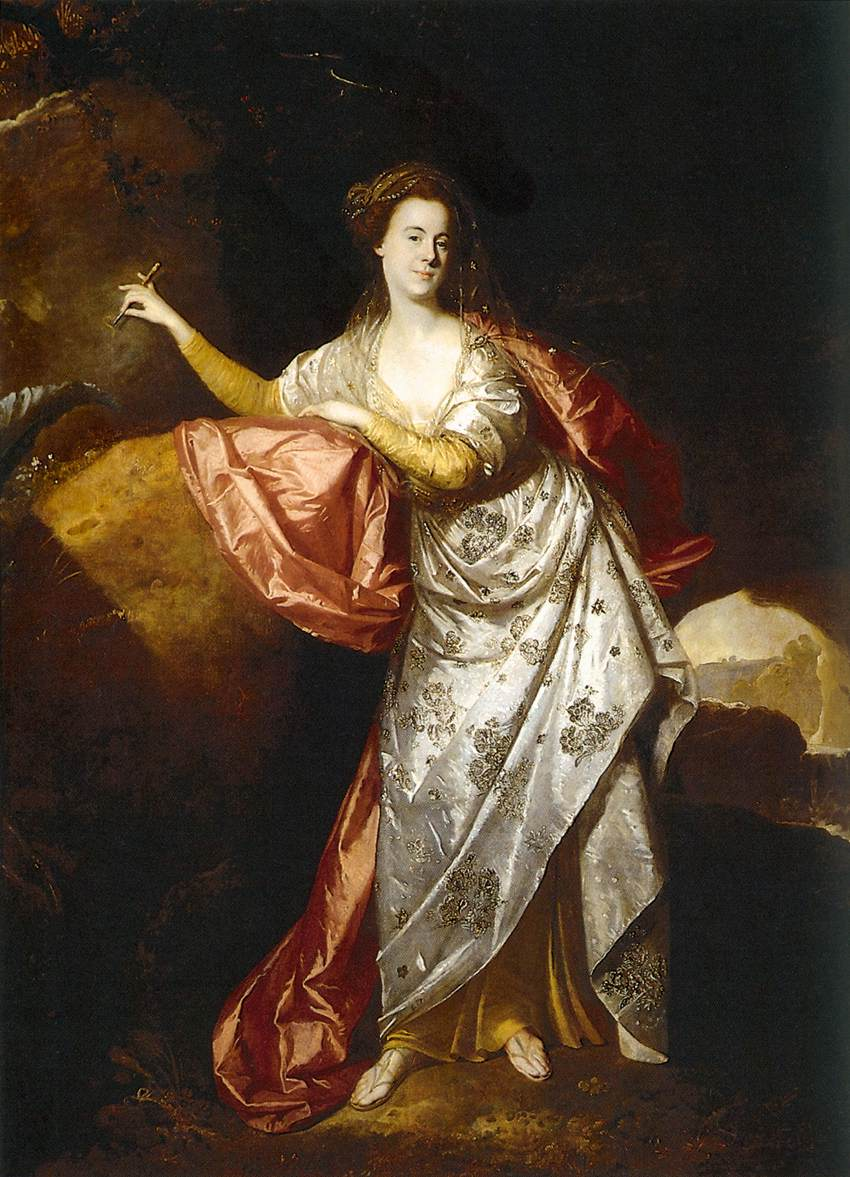
Portrait of Ann Brown in the Role of Miranda (c. 1770)
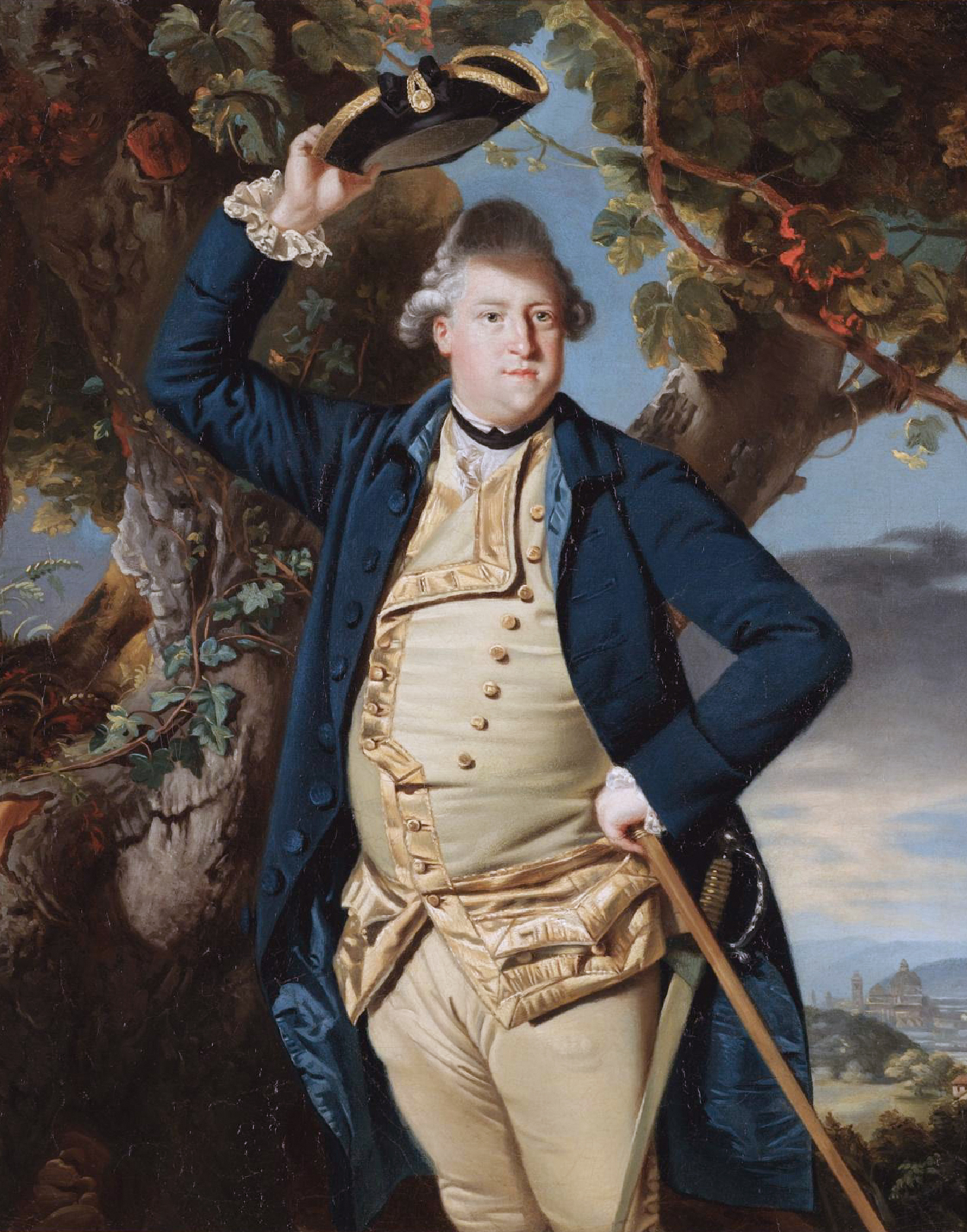
George Nassau Clavering, 3rd Earl of Cowper (1738-1789)
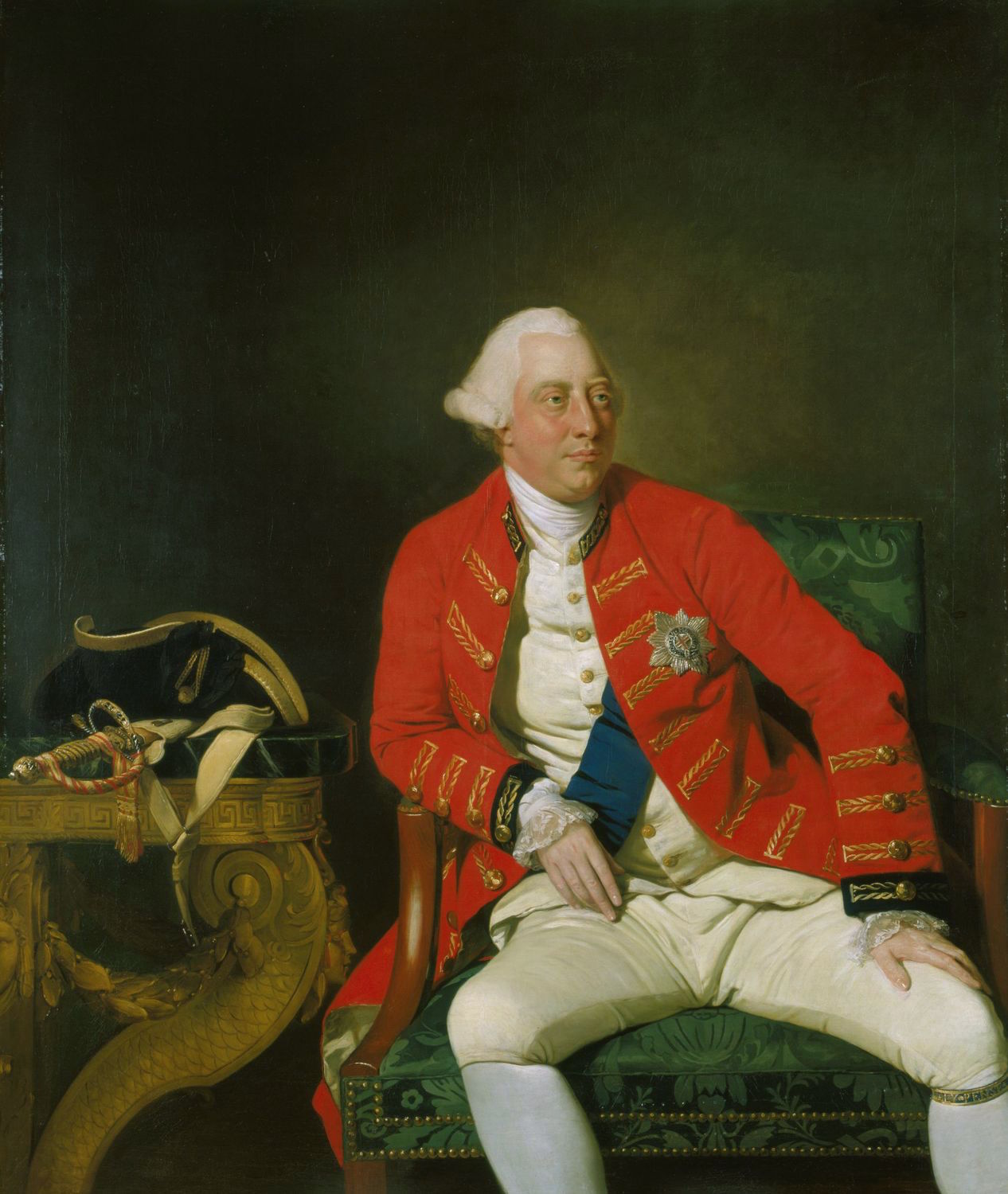
جورج الثالث ملك المملكة المتحدة 1771
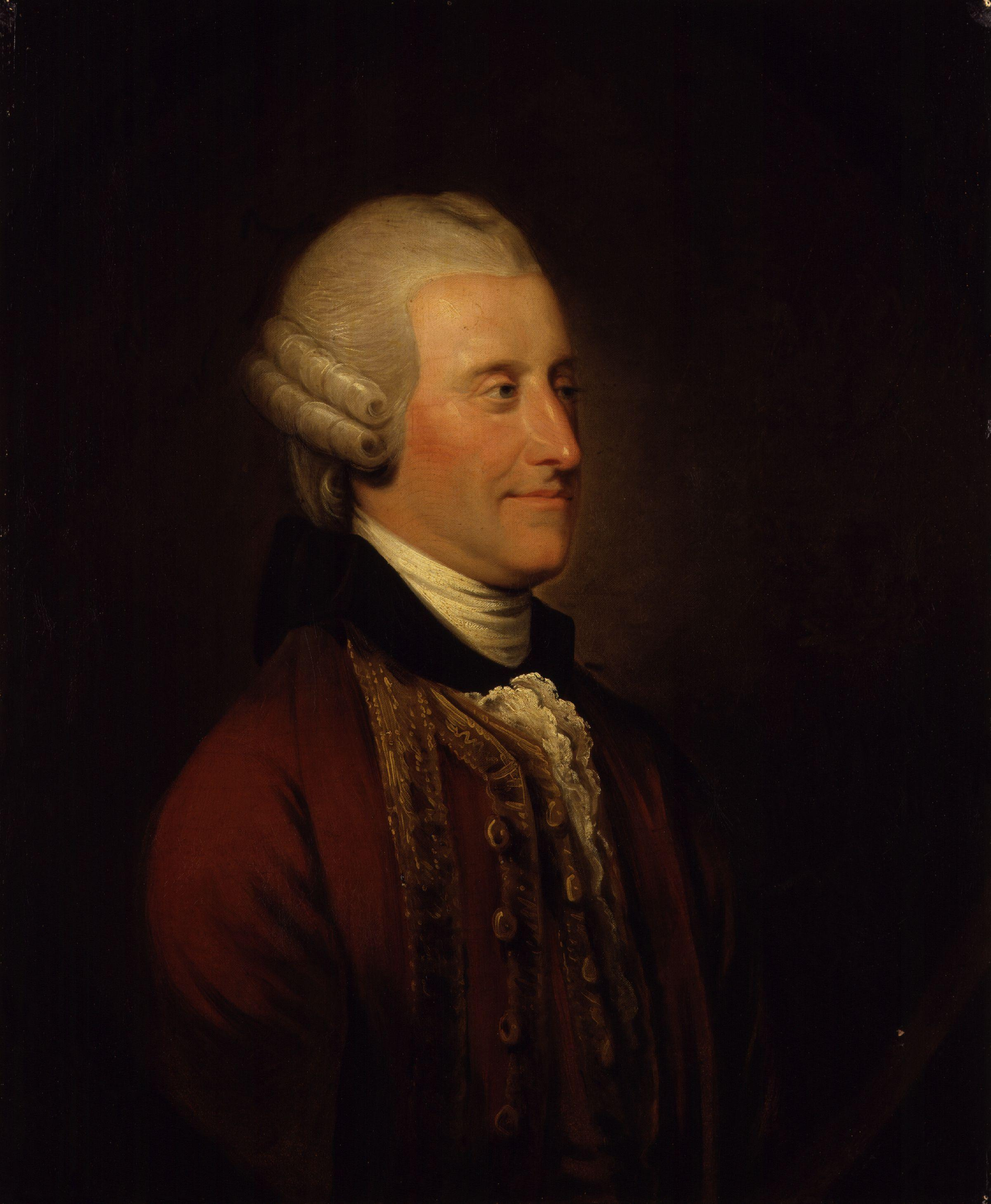
جون مونتاغيو، إيرل سندويتش الرابع, best known for the claim as inventor of the شطيرة.
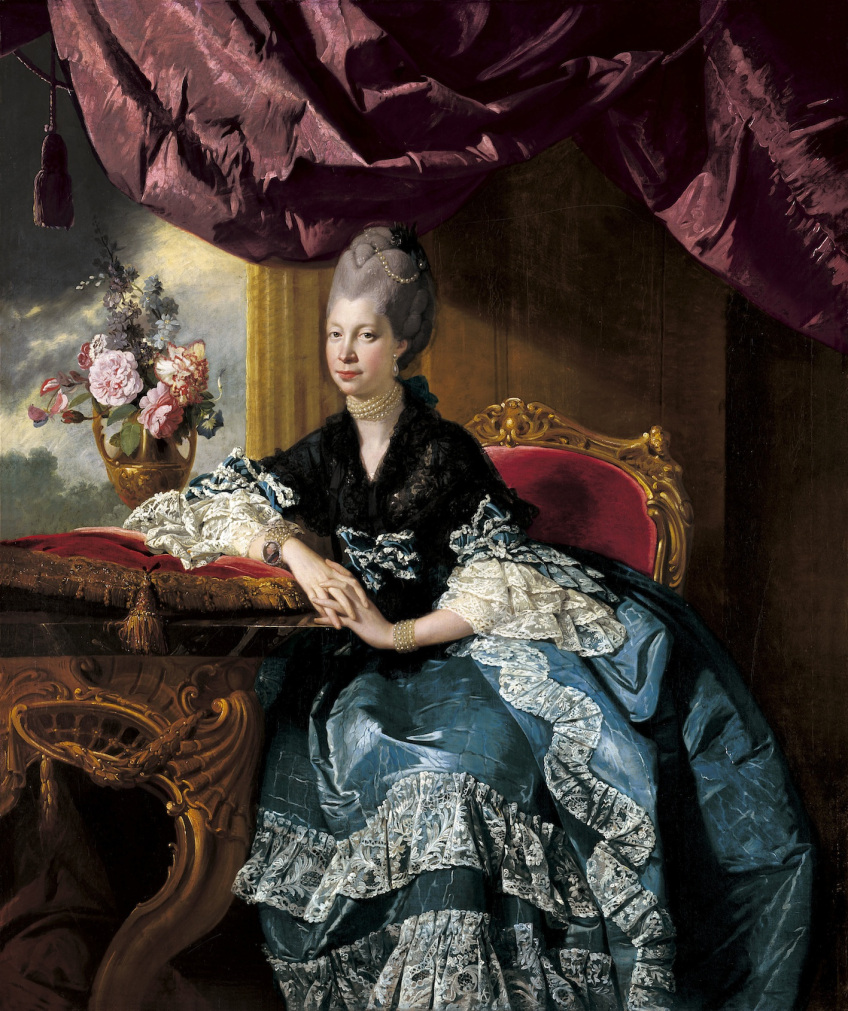
Queen Charlotte, c. 1780
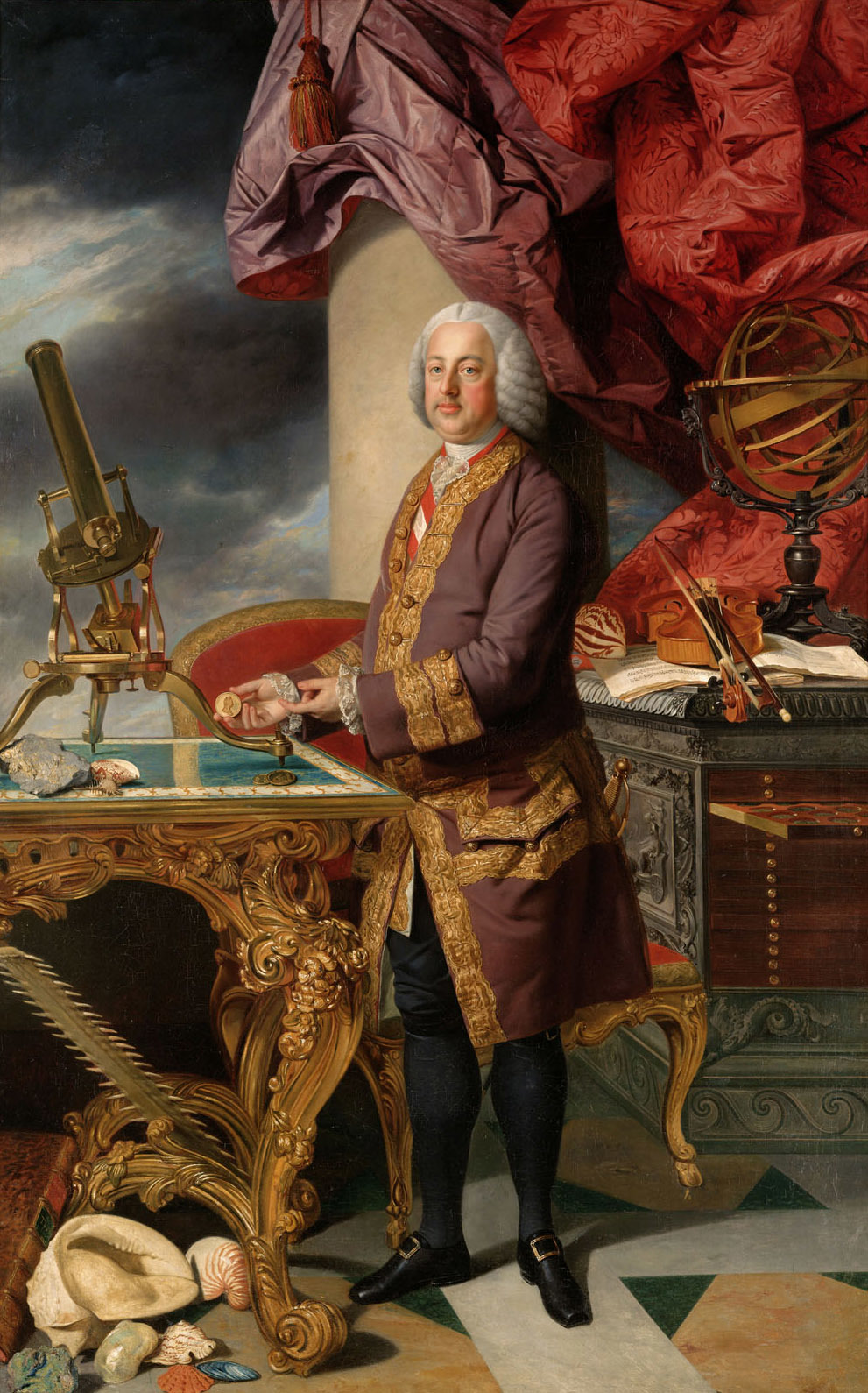
Francis I, Holy Roman Emperor
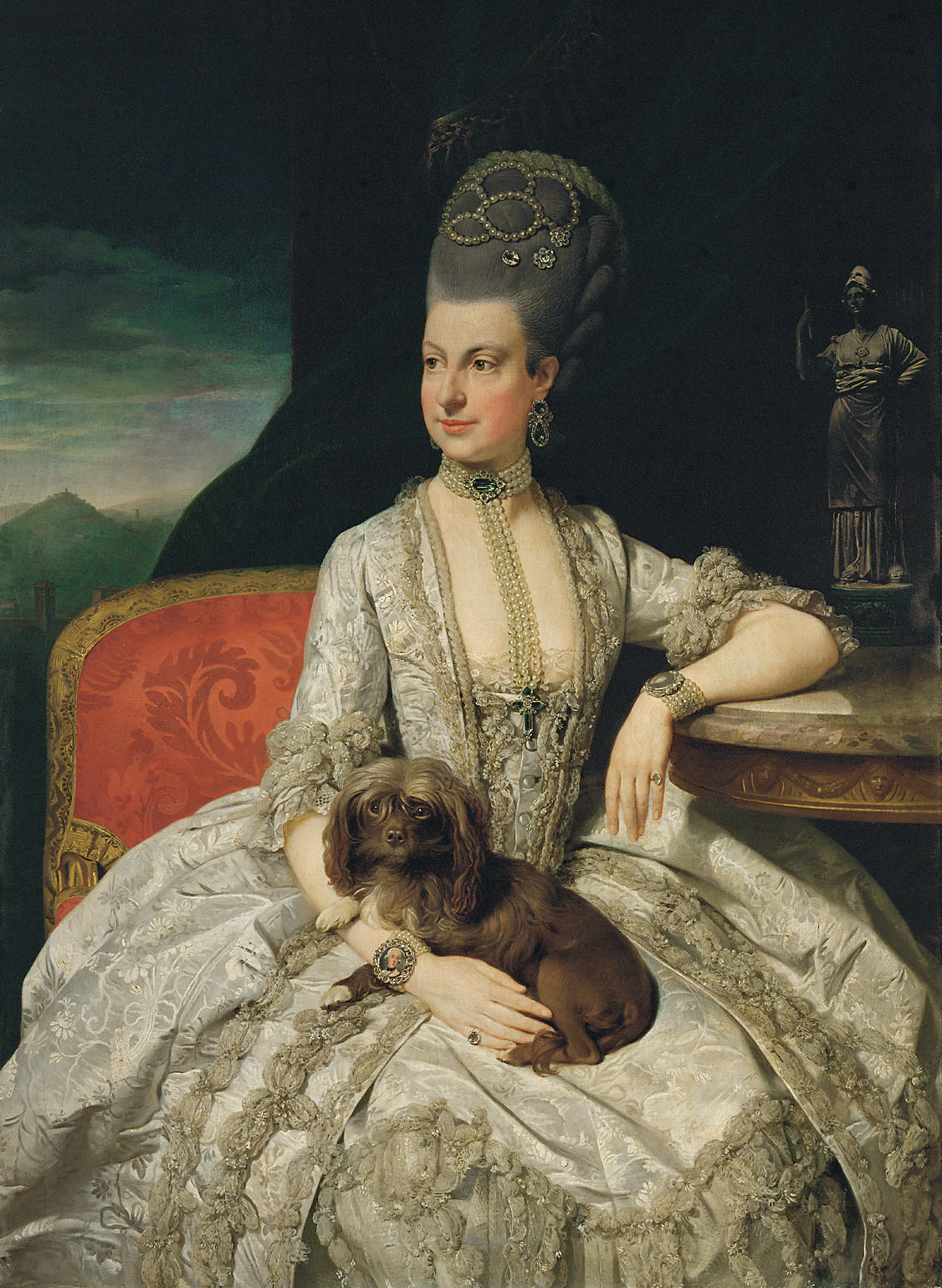
Archduchess Maria Christina, Duchess of Teschen, (1742-1798), called "Mimi", 1776

اخرى
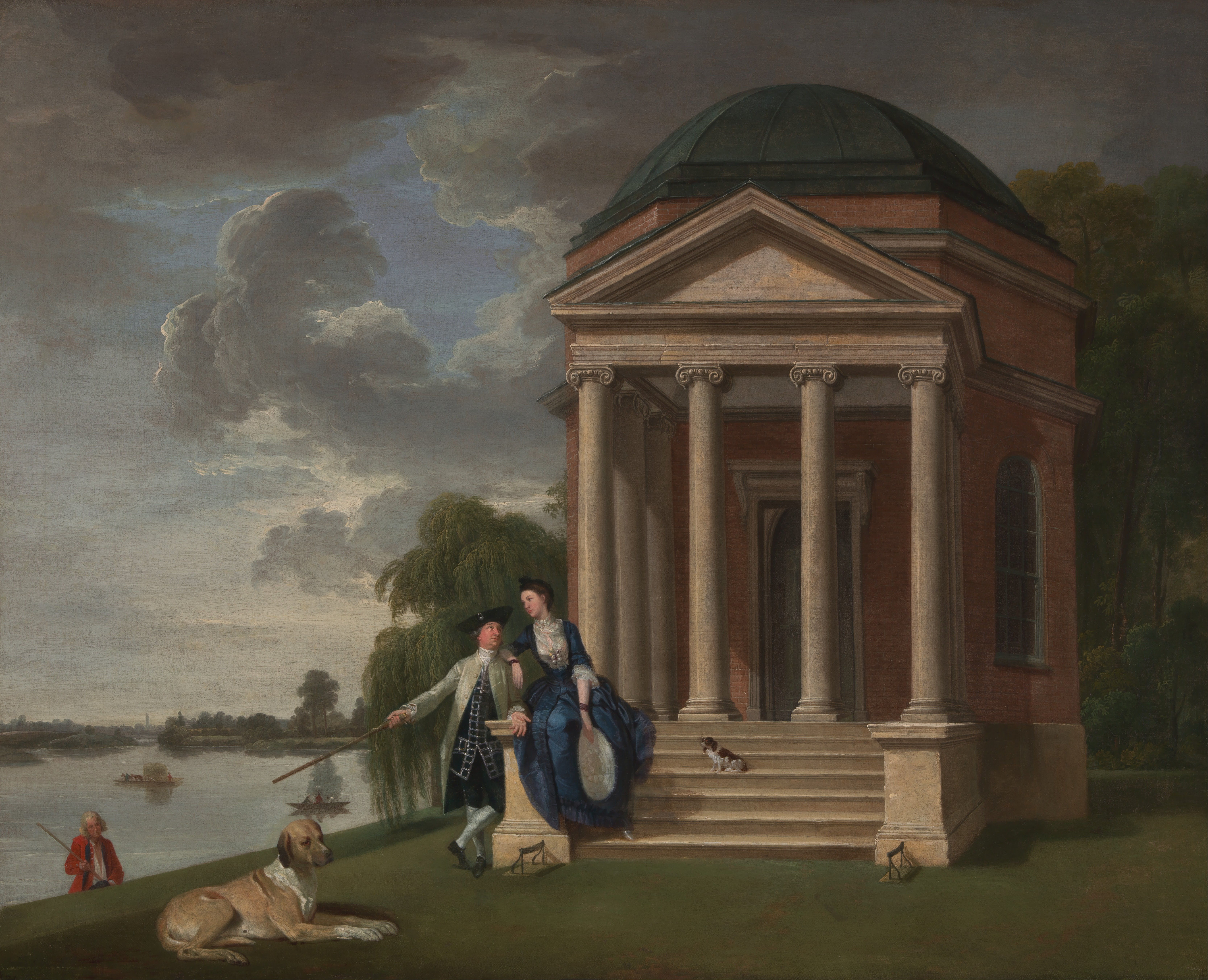
دايفيد جاريك and his Wife by his Temple to Shakespeare at Hampton (circa 1762)
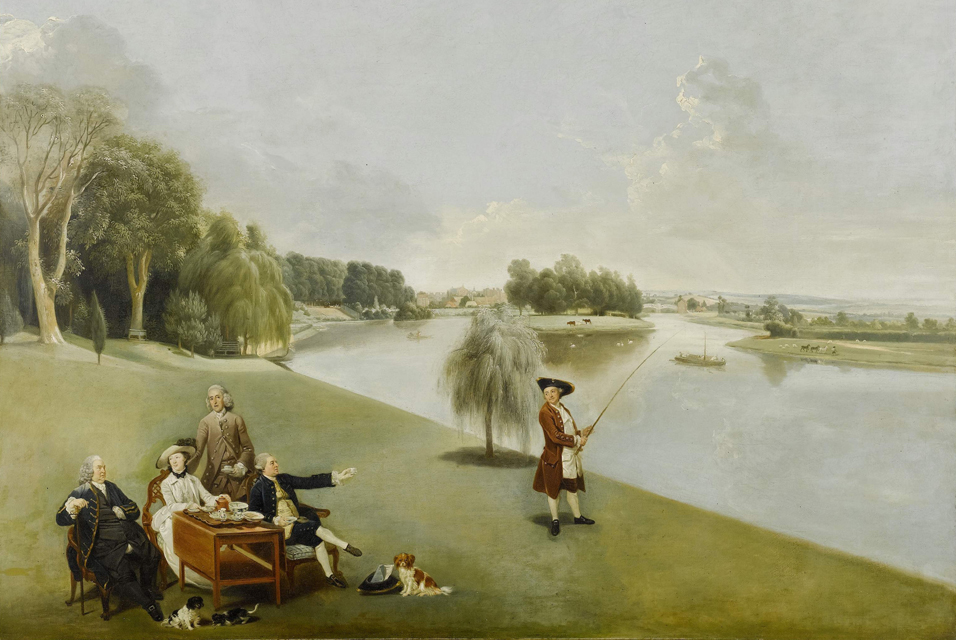
The Garden at Hampton House, with Mr and Mrs David Garrick taking tea, 1763
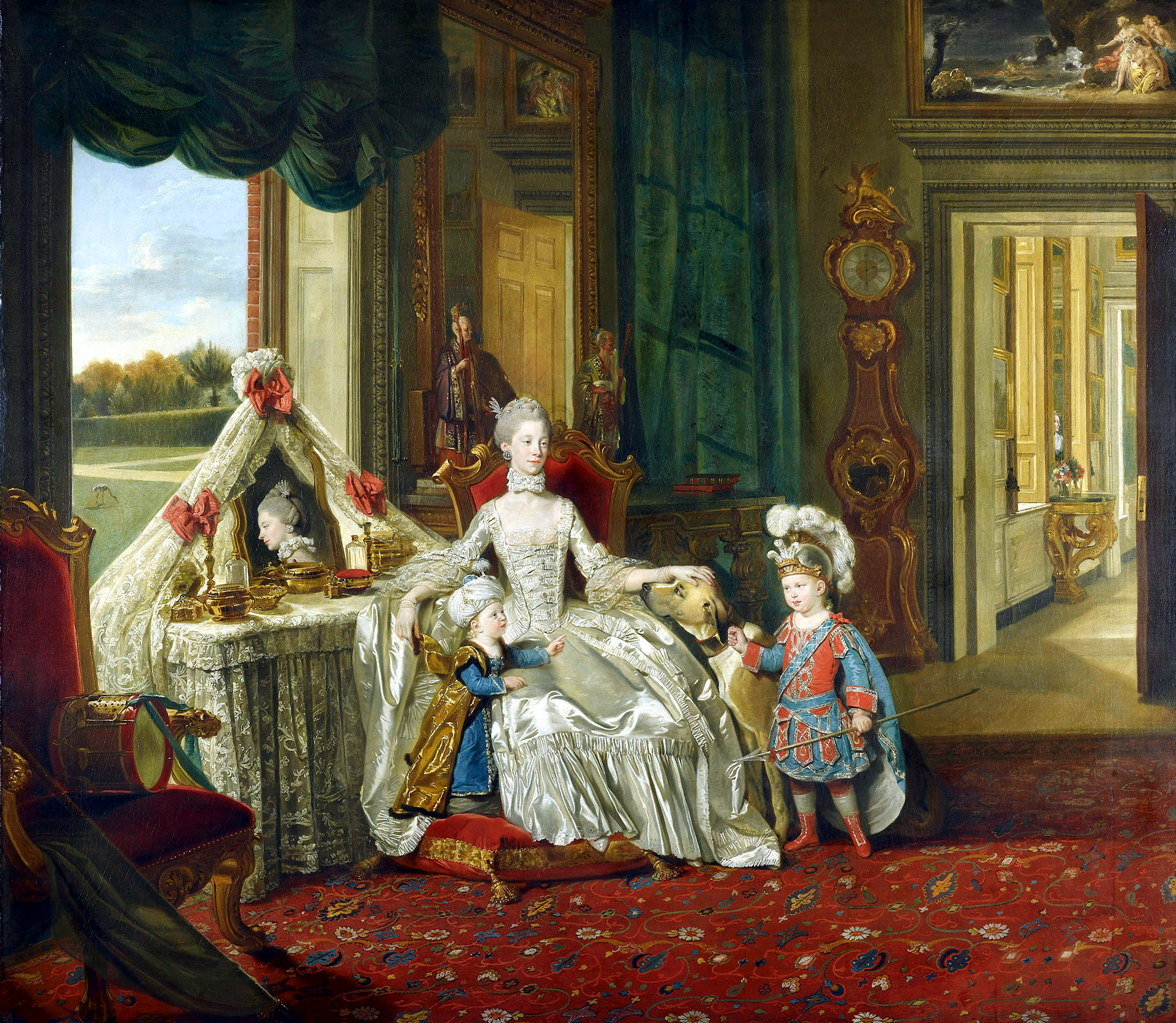
شارلوت من مكلنبورغ-ستريليتس with her Two Eldest Sons (1765)
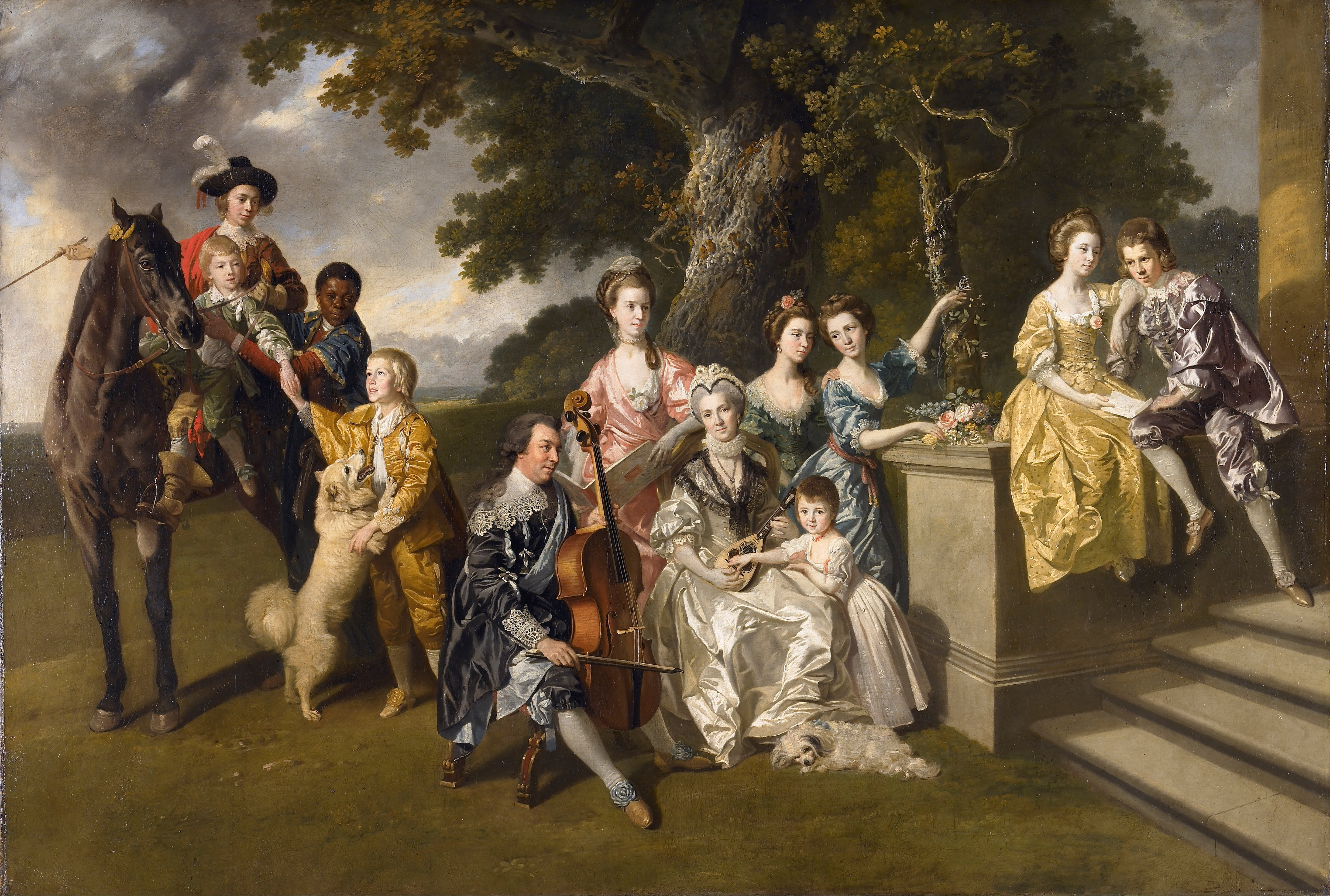
The Family of Sir William Young  [لغات أخرى]‏ (circa 1768)
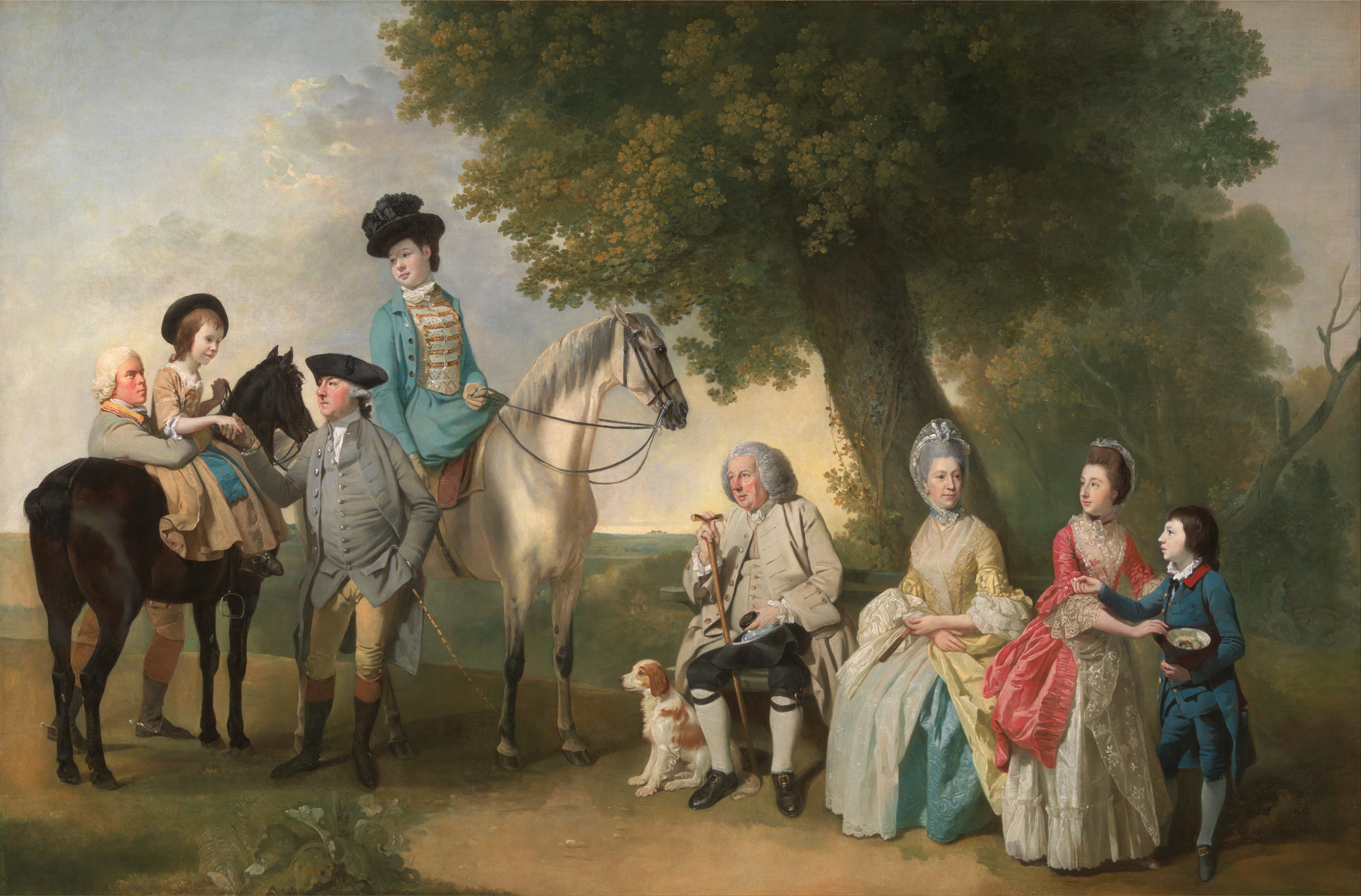
The Drummond Family, 1769
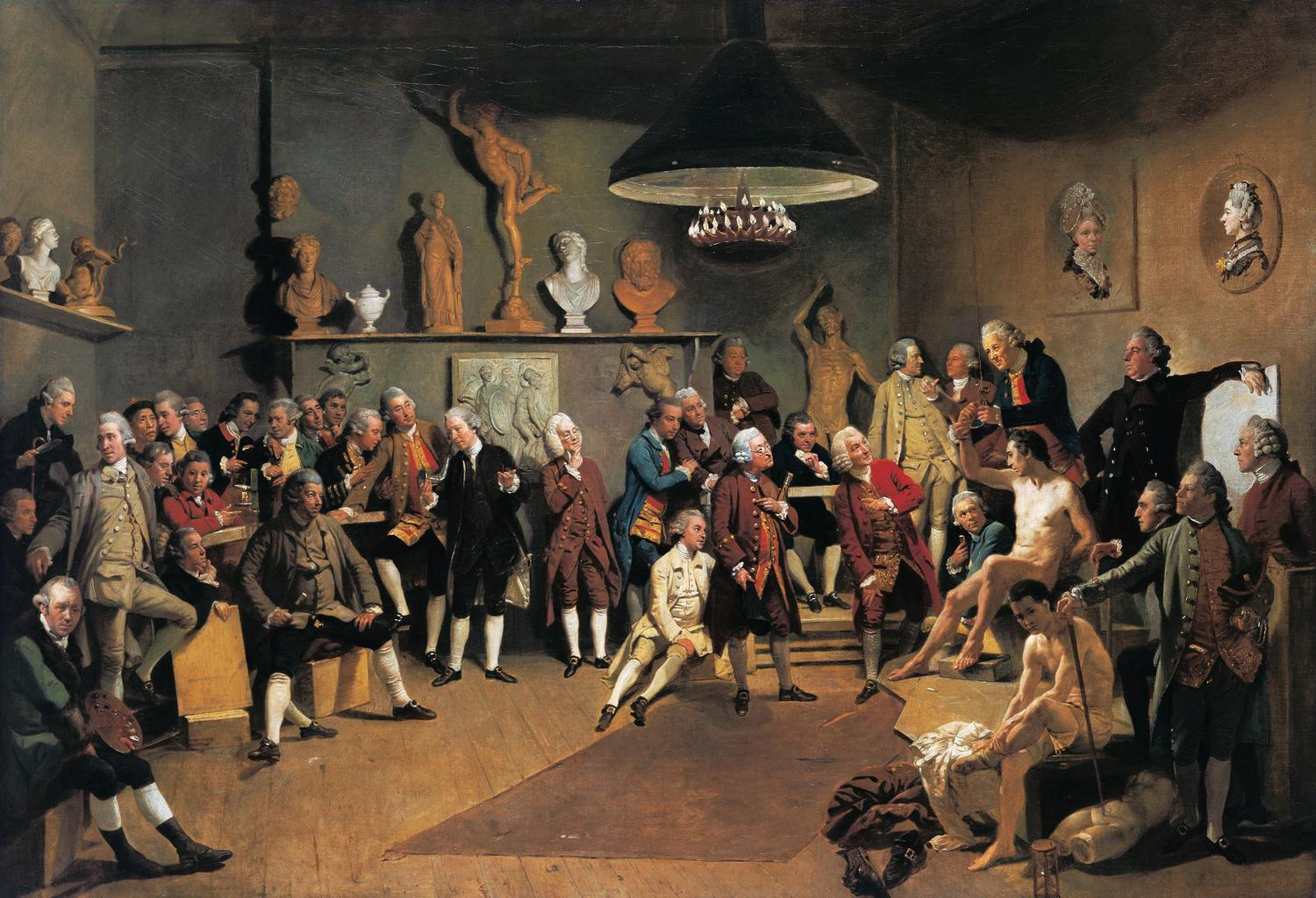
The Portraits of the Academicians of the Royal Academy (1771–72)
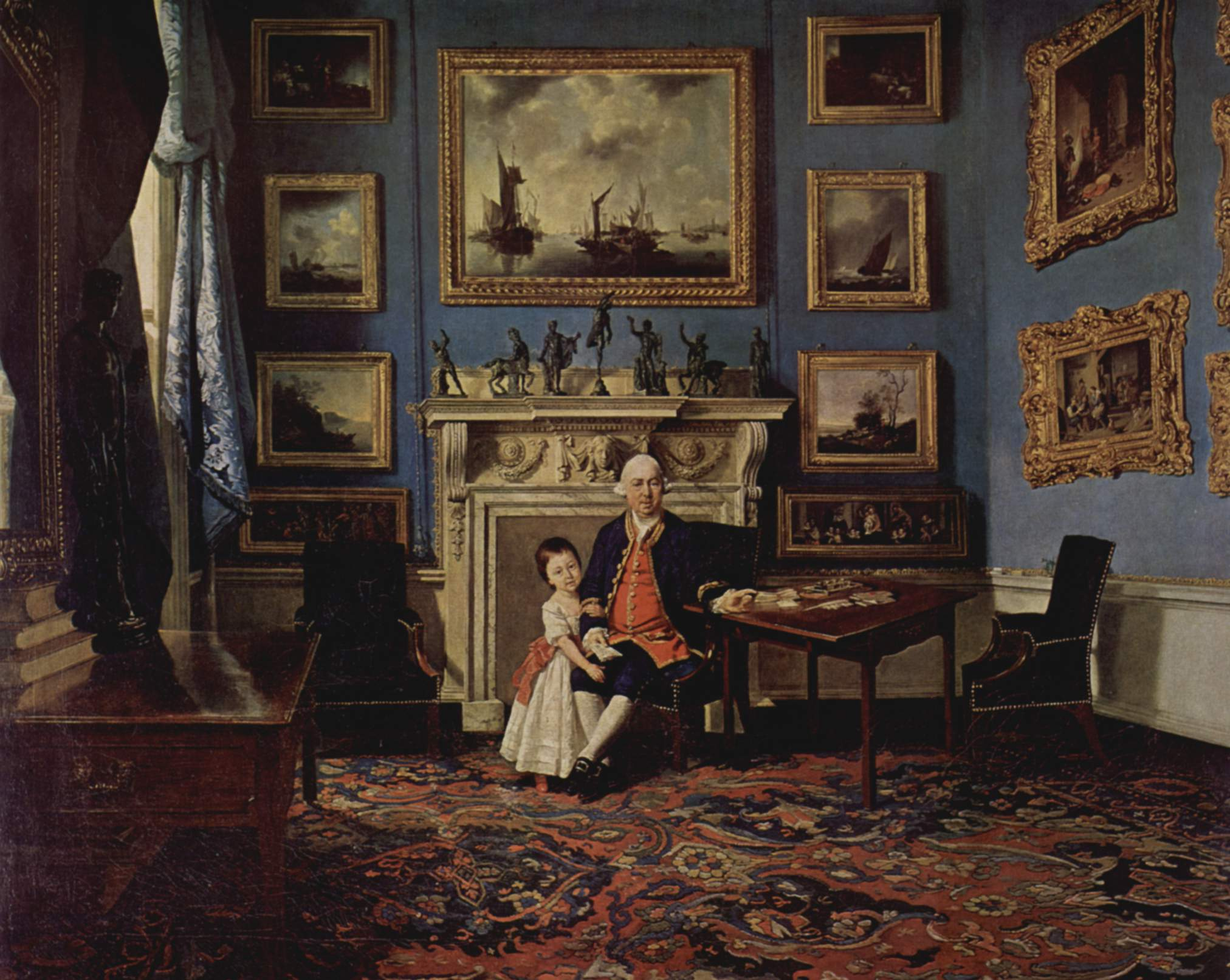
Sir Lawrence Dundas  [لغات أخرى]‏ and his Grandson Lawrence  [لغات أخرى]‏ (circa 1775)
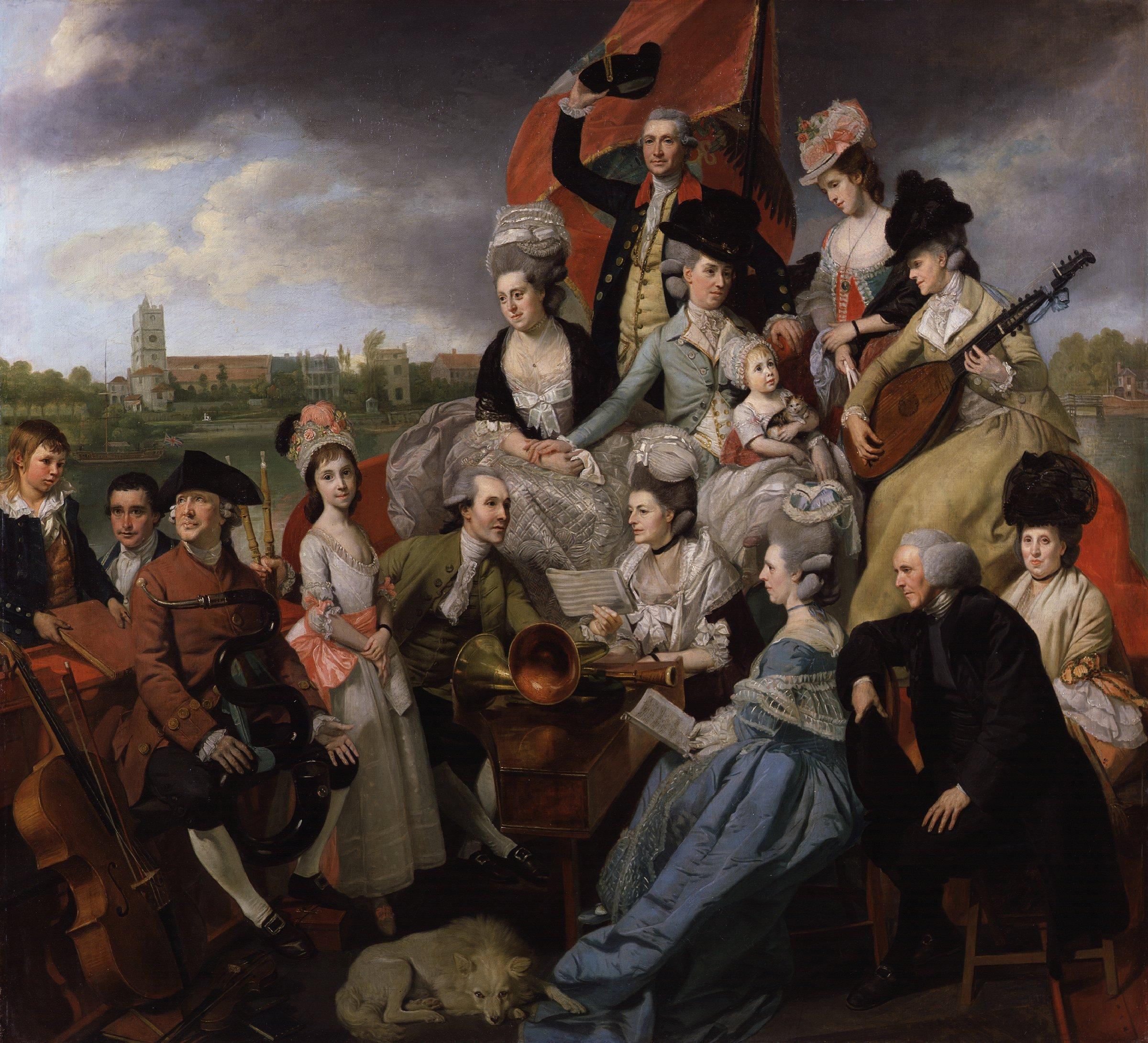
The Sharp Family (circa 1780)
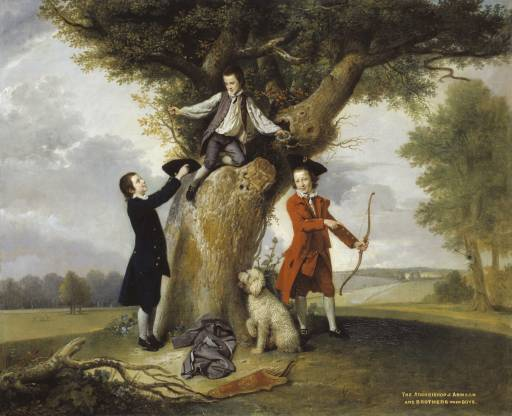
Three Sons Of Earl Of Bute

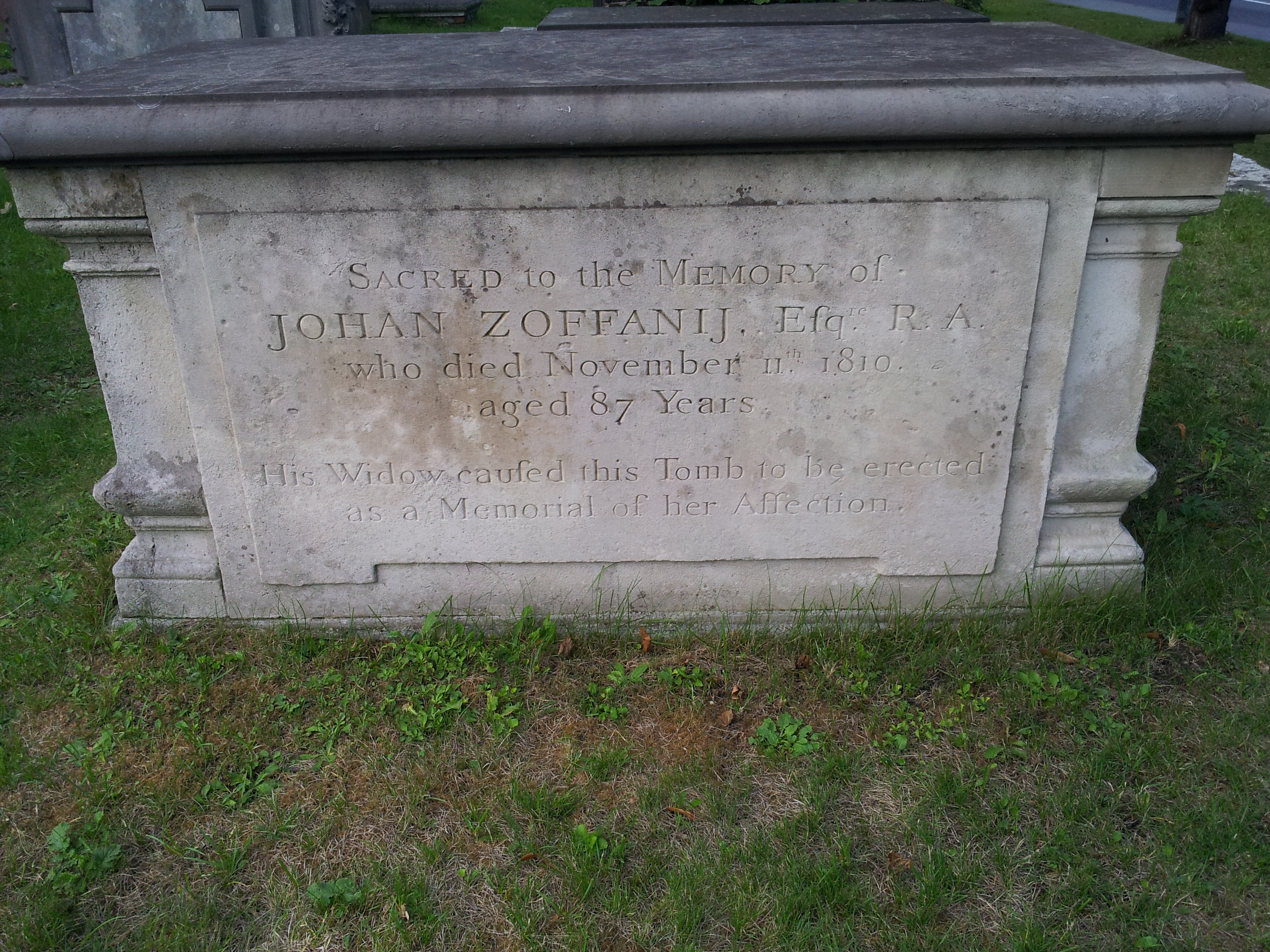
Johan Zoffany's tomb in the churchyard of St Anne's Church, Kew

## روابط خارجية
- يوهان زوفاني على موقع الموسوعة البريطانية (الإنجليزية)
- يوهان زوفاني على موقع ميوزك برينز (الإنجليزية)
- يوهان زوفاني على موقع ديسكوغز (الإنجليزية)